# Zvonimir Lovrić
Zvonimir Lovrić (Osijek, 16. ožujka 1954.), gimnaziju završio u Osijeku, a Medicinski fakultet u Zagrebu, hrvatski kirurg, traumatolog i profesor kirurgije i traumatologije, primarijus, doktor znanosti, viši znanstveni suradnik, a do umirovljenja bio je voditelj Odjela za traumatologiju KB Dubrava. Zadnjih više od petnaest godina nastojao je stvoriti Hrvatski trauma registar i potaknuti ustroj Trauma sustava u RH te je u tom smjeru objavljivao više članaka, intervjua i sudjelovao s izlaganjima na domaćim kongresima i tečajevima. 
Ratni kirurg Specijalne policije RH i osječke bolnice do 1995. godine. Od 1995. radio u KB Dubrava na Klinici za kirurgiju do umirovljenja. Bivši je predsjednik Svjetske udruge vojnih kirurga /APIMSF/ (od 2011.-2013.)  te njezin trenutni glavni tajnik te bivši predavač na Vojno-medicinskog akademiji u Washingtonu (USUHS). Autor nekoliko knjiga i preko trideset znanstvenih i stručnih radova. Član je Domovinskog pokreta  i stranačkog Domovinskog odbora. Od 2021. vijećnik Gradskog vijeća grada Velike Gorice.
Nositelj je: 
- Reda Danice hrvatske s likom Katarine Zrinske za osobite zasluge za zdravstvo, socijalnu skrb i promicanje moralnih društvenih vrednota.[4]
- Reda Nikole Šubića Zrinskog[5]
- Reda Hrvatskog trolista[6]
- Odličja Oluja 26. rujna 1995.
- Spomenice Domovinskog rata 24.svibnja 1996.
- plakete Michael E. DeBakey za posebne zasluge u promicanju vojne kirurgije u Svijetu koju je primio od Uniformed Services University of the Health Sciences iz Bethesde, Washington (2013.)

Objavljene knjige:
- Traumatologija, Školska knjiga, 2008.
- Ratna kirurgija u Osijeku 1991-92, 2020.
- Zbrinjavanje politraumatiziranih - Stručni priručnik, Zagreb, 2018.
- Stare priče iz mog Osijeka, 2018.

## Vanjske poveznice
- Zvonimir Lovrić na stranicama Svjetske udruge vojnih kirurga APIMSF